# Okręgowe rozgrywki w piłce nożnej woj. białostockiego (1958)
24. edycja okręgowych rozgrywek w piłce nożnej województwa białostockiego

Okręgowe rozgrywki w piłce nożnej województwa białostockiego prowadzone są przez Białostocki Okręgowy Związek Piłki Nożnej, rozgrywane są w trzech ligach, najwyższym poziomem jest klasa A, następnie klasa B (3 grupy) i klasa C (5 grup). 

Mistrzostwo okręgu zdobyła Puszcza Hajnówka. 

Okręgowy Puchar Polski - nie był rozgrywany.
Drużyny z województwa białostockiego występujące w centralnych i makroregionalnych poziomach rozgrywkowych:
- I liga - brak
- II liga - brak
- III liga - Mazur Ełk, Gwardia Białystok, ŁKS Start Łomża.

| Rozgrywki       | Poziomy rozgrywkowe w sezonie 1958 | Poziomy rozgrywkowe w sezonie 1958 | Poziomy rozgrywkowe w sezonie 1958 | Poziomy rozgrywkowe w sezonie 1958 | Poziomy rozgrywkowe w sezonie 1958 | Poziomy rozgrywkowe w sezonie 1958 | Poziomy rozgrywkowe w sezonie 1958 | Poziomy rozgrywkowe w sezonie 1958 | Poziomy rozgrywkowe w sezonie 1958 | Poziomy rozgrywkowe w sezonie 1958 | Poziomy rozgrywkowe w sezonie 1958 | Poziomy rozgrywkowe w sezonie 1958 | Poziomy rozgrywkowe w sezonie 1958 | Poziomy rozgrywkowe w sezonie 1958 | Poziomy rozgrywkowe w sezonie 1958 | Poziomy rozgrywkowe w sezonie 1958 | Poziomy rozgrywkowe w sezonie 1958 | Poziomy rozgrywkowe w sezonie 1958 | Poziomy rozgrywkowe w sezonie 1958 | Poziomy rozgrywkowe w sezonie 1958 | Poziomy rozgrywkowe w sezonie 1958 | Poziomy rozgrywkowe w sezonie 1958 | Poziomy rozgrywkowe w sezonie 1958 | Poziomy rozgrywkowe w sezonie 1958 | Poziomy rozgrywkowe w sezonie 1958 | Poziomy rozgrywkowe w sezonie 1958 | Poziomy rozgrywkowe w sezonie 1958 | Poziomy rozgrywkowe w sezonie 1958 | Poziomy rozgrywkowe w sezonie 1958 | Poziomy rozgrywkowe w sezonie 1958 | Poziomy rozgrywkowe w sezonie 1958 | Poziomy rozgrywkowe w sezonie 1958 | Poziomy rozgrywkowe w sezonie 1958 | Poziomy rozgrywkowe w sezonie 1958 | Poziomy rozgrywkowe w sezonie 1958 | Poziomy rozgrywkowe w sezonie 1958 | Poziomy rozgrywkowe w sezonie 1958 | Poziomy rozgrywkowe w sezonie 1958 | Poziomy rozgrywkowe w sezonie 1958 | Poziomy rozgrywkowe w sezonie 1958 | Poziomy rozgrywkowe w sezonie 1958 | Poziomy rozgrywkowe w sezonie 1958 | Poziomy rozgrywkowe w sezonie 1958 | Poziomy rozgrywkowe w sezonie 1958 | Poziomy rozgrywkowe w sezonie 1958 | Poziomy rozgrywkowe w sezonie 1958 | Poziomy rozgrywkowe w sezonie 1958 | Poziomy rozgrywkowe w sezonie 1958 | Poziomy rozgrywkowe w sezonie 1958 | Poziomy rozgrywkowe w sezonie 1958 | Poziomy rozgrywkowe w sezonie 1958 | Poziomy rozgrywkowe w sezonie 1958 | Poziomy rozgrywkowe w sezonie 1958 | Poziomy rozgrywkowe w sezonie 1958 | Poziomy rozgrywkowe w sezonie 1958 | Poziomy rozgrywkowe w sezonie 1958 | Poziomy rozgrywkowe w sezonie 1958 | Poziomy rozgrywkowe w sezonie 1958 | Poziomy rozgrywkowe w sezonie 1958 | Poziomy rozgrywkowe w sezonie 1958 | Poziomy rozgrywkowe w sezonie 1958 |
| --------------- | ---------------------------------- | ---------------------------------- | ---------------------------------- | ---------------------------------- | ---------------------------------- | ---------------------------------- | ---------------------------------- | ---------------------------------- | ---------------------------------- | ---------------------------------- | ---------------------------------- | ---------------------------------- | ---------------------------------- | ---------------------------------- | ---------------------------------- | ---------------------------------- | ---------------------------------- | ---------------------------------- | ---------------------------------- | ---------------------------------- | ---------------------------------- | ---------------------------------- | ---------------------------------- | ---------------------------------- | ---------------------------------- | ---------------------------------- | ---------------------------------- | ---------------------------------- | ---------------------------------- | ---------------------------------- | ---------------------------------- | ---------------------------------- | ---------------------------------- | ---------------------------------- | ---------------------------------- | ---------------------------------- | ---------------------------------- | ---------------------------------- | ---------------------------------- | ---------------------------------- | ---------------------------------- | ---------------------------------- | ---------------------------------- | ---------------------------------- | ---------------------------------- | ---------------------------------- | ---------------------------------- | ---------------------------------- | ---------------------------------- | ---------------------------------- | ---------------------------------- | ---------------------------------- | ---------------------------------- | ---------------------------------- | ---------------------------------- | ---------------------------------- | ---------------------------------- | ---------------------------------- | ---------------------------------- | ---------------------------------- | ---------------------------------- |
| Centralne       | I poziom ligowy                    | I Liga                             | I Liga                             | I Liga                             | I Liga                             | I Liga                             | I Liga                             | I Liga                             | I Liga                             | I Liga                             | I Liga                             | I Liga                             | I Liga                             | I Liga                             | I Liga                             | I Liga                             | I Liga                             | I Liga                             | I Liga                             | I Liga                             | I Liga                             | I Liga                             | I Liga                             | I Liga                             | I Liga                             | I Liga                             | I Liga                             | I Liga                             | I Liga                             | I Liga                             | I Liga                             | I Liga                             | I Liga                             | I Liga                             | I Liga                             | I Liga                             | I Liga                             | I Liga                             | I Liga                             | I Liga                             | I Liga                             | I Liga                             | I Liga                             | I Liga                             | I Liga                             | I Liga                             | I Liga                             | I Liga                             | I Liga                             | I Liga                             | I Liga                             | I Liga                             | I Liga                             | I Liga                             | I Liga                             | I Liga                             | I Liga                             | I Liga                             | I Liga                             | I Liga                             | I Liga                             |
| Centralne       | II poziom ligowy                   | II Liga - gr.Płn.                  | II Liga - gr.Płn.                  | II Liga - gr.Płn.                  | II Liga - gr.Płn.                  | II Liga - gr.Płn.                  | II Liga - gr.Płn.                  | II Liga - gr.Płn.                  | II Liga - gr.Płn.                  | II Liga - gr.Płn.                  | II Liga - gr.Płn.                  | II Liga - gr.Płn.                  | II Liga - gr.Płn.                  | II Liga - gr.Płn.                  | II Liga - gr.Płn.                  | II Liga - gr.Płn.                  | II Liga - gr.Płn.                  | II Liga - gr.Płn.                  | II Liga - gr.Płn.                  | II Liga - gr.Płn.                  | II Liga - gr.Płn.                  | II Liga - gr.Płn.                  | II Liga - gr.Płn.                  | II Liga - gr.Płn.                  | II Liga - gr.Płn.                  | II Liga - gr.Płn.                  | II Liga - gr.Płn.                  | II Liga - gr.Płn.                  | II Liga - gr.Płn.                  | II Liga - gr.Płn.                  | II Liga - gr.Płn.                  | II Liga - gr.Płd.                  | II Liga - gr.Płd.                  | II Liga - gr.Płd.                  | II Liga - gr.Płd.                  | II Liga - gr.Płd.                  | II Liga - gr.Płd.                  | II Liga - gr.Płd.                  | II Liga - gr.Płd.                  | II Liga - gr.Płd.                  | II Liga - gr.Płd.                  | II Liga - gr.Płd.                  | II Liga - gr.Płd.                  | II Liga - gr.Płd.                  | II Liga - gr.Płd.                  | II Liga - gr.Płd.                  | II Liga - gr.Płd.                  | II Liga - gr.Płd.                  | II Liga - gr.Płd.                  | II Liga - gr.Płd.                  | II Liga - gr.Płd.                  | II Liga - gr.Płd.                  | II Liga - gr.Płd.                  | II Liga - gr.Płd.                  | II Liga - gr.Płd.                  | II Liga - gr.Płd.                  | II Liga - gr.Płd.                  | II Liga - gr.Płd.                  | II Liga - gr.Płd.                  | II Liga - gr.Płd.                  | II Liga - gr.Płd.                  |
| Makroregionalne | III poziom ligowy                  | III Liga - 17 grup                 | III Liga - 17 grup                 | III Liga - 17 grup                 | III Liga - 17 grup                 | III Liga - 17 grup                 | III Liga - 17 grup                 | III Liga - 17 grup                 | III Liga - 17 grup                 | III Liga - 17 grup                 | III Liga - 17 grup                 | III Liga - 17 grup                 | III Liga - 17 grup                 | III Liga - 17 grup                 | III Liga - 17 grup                 | III Liga - 17 grup                 | III Liga - 17 grup                 | III Liga - 17 grup                 | III Liga - 17 grup                 | III Liga - 17 grup                 | III Liga - 17 grup                 | III Liga - 17 grup                 | III Liga - 17 grup                 | III Liga - 17 grup                 | III Liga - 17 grup                 | III Liga - 17 grup                 | III Liga - 17 grup                 | III Liga - 17 grup                 | III Liga - 17 grup                 | III Liga - 17 grup                 | III Liga - 17 grup                 | III Liga - 17 grup                 | III Liga - 17 grup                 | III Liga - 17 grup                 | III Liga - 17 grup                 | III Liga - 17 grup                 | III Liga - 17 grup                 | III Liga - 17 grup                 | III Liga - 17 grup                 | III Liga - 17 grup                 | III Liga - 17 grup                 | III Liga - 17 grup                 | III Liga - 17 grup                 | III Liga - 17 grup                 | III Liga - 17 grup                 | III Liga - 17 grup                 | III Liga - 17 grup                 | III Liga - 17 grup                 | III Liga - 17 grup                 | III Liga - 17 grup                 | III Liga - 17 grup                 | III Liga - 17 grup                 | III Liga - 17 grup                 | III Liga - 17 grup                 | III Liga - 17 grup                 | III Liga - 17 grup                 | III Liga - 17 grup                 | III Liga - 17 grup                 | III Liga - 17 grup                 | III Liga - 17 grup                 | III Liga - 17 grup                 |
| Okręgowe        | IV poziom ligowy                   | Klasa A                            | Klasa A                            | Klasa A                            | Klasa A                            | Klasa A                            | Klasa A                            | Klasa A                            | Klasa A                            | Klasa A                            | Klasa A                            | Klasa A                            | Klasa A                            | Klasa A                            | Klasa A                            | Klasa A                            | Klasa A                            | Klasa A                            | Klasa A                            | Klasa A                            | Klasa A                            | Klasa A                            | Klasa A                            | Klasa A                            | Klasa A                            | Klasa A                            | Klasa A                            | Klasa A                            | Klasa A                            | Klasa A                            | Klasa A                            | Klasa A                            | Klasa A                            | Klasa A                            | Klasa A                            | Klasa A                            | Klasa A                            | Klasa A                            | Klasa A                            | Klasa A                            | Klasa A                            | Klasa A                            | Klasa A                            | Klasa A                            | Klasa A                            | Klasa A                            | Klasa A                            | Klasa A                            | Klasa A                            | Klasa A                            | Klasa A                            | Klasa A                            | Klasa A                            | Klasa A                            | Klasa A                            | Klasa A                            | Klasa A                            | Klasa A                            | Klasa A                            | Klasa A                            | Klasa A                            |
| Okręgowe        | V poziom ligowy                    | Klasa B - gr.I                     | Klasa B - gr.I                     | Klasa B - gr.I                     | Klasa B - gr.I                     | Klasa B - gr.I                     | Klasa B - gr.I                     | Klasa B - gr.I                     | Klasa B - gr.I                     | Klasa B - gr.I                     | Klasa B - gr.I                     | Klasa B - gr.I                     | Klasa B - gr.I                     | Klasa B - gr.I                     | Klasa B - gr.I                     | Klasa B - gr.I                     | Klasa B - gr.I                     | Klasa B - gr.I                     | Klasa B - gr.I                     | Klasa B - gr.I                     | Klasa B - gr.I                     | Klasa B - gr.II                    | Klasa B - gr.II                    | Klasa B - gr.II                    | Klasa B - gr.II                    | Klasa B - gr.II                    | Klasa B - gr.II                    | Klasa B - gr.II                    | Klasa B - gr.II                    | Klasa B - gr.II                    | Klasa B - gr.II                    | Klasa B - gr.II                    | Klasa B - gr.II                    | Klasa B - gr.II                    | Klasa B - gr.II                    | Klasa B - gr.II                    | Klasa B - gr.II                    | Klasa B - gr.II                    | Klasa B - gr.II                    | Klasa B - gr.II                    | Klasa B - gr.II                    | Klasa B - gr.III                   | Klasa B - gr.III                   | Klasa B - gr.III                   | Klasa B - gr.III                   | Klasa B - gr.III                   | Klasa B - gr.III                   | Klasa B - gr.III                   | Klasa B - gr.III                   | Klasa B - gr.III                   | Klasa B - gr.III                   | Klasa B - gr.III                   | Klasa B - gr.III                   | Klasa B - gr.III                   | Klasa B - gr.III                   | Klasa B - gr.III                   | Klasa B - gr.III                   | Klasa B - gr.III                   | Klasa B - gr.III                   | Klasa B - gr.III                   | Klasa B - gr.III                   |
| Okręgowe        | VI poziom ligowy                   | Klasa C - gr.I                     | Klasa C - gr.I                     | Klasa C - gr.I                     | Klasa C - gr.I                     | Klasa C - gr.I                     | Klasa C - gr.I                     | Klasa C - gr.I                     | Klasa C - gr.I                     | Klasa C - gr.I                     | Klasa C - gr.I                     | Klasa C - gr.I                     | Klasa C - gr.I                     | Klasa C - gr.II                    | Klasa C - gr.II                    | Klasa C - gr.II                    | Klasa C - gr.II                    | Klasa C - gr.II                    | Klasa C - gr.II                    | Klasa C - gr.II                    | Klasa C - gr.II                    | Klasa C - gr.II                    | Klasa C - gr.II                    | Klasa C - gr.II                    | Klasa C - gr.II                    | Klasa C - gr.III                   | Klasa C - gr.III                   | Klasa C - gr.III                   | Klasa C - gr.III                   | Klasa C - gr.III                   | Klasa C - gr.III                   | Klasa C - gr.III                   | Klasa C - gr.III                   | Klasa C - gr.III                   | Klasa C - gr.III                   | Klasa C - gr.III                   | Klasa C - gr.III                   | Klasa C - gr.IV                    | Klasa C - gr.IV                    | Klasa C - gr.IV                    | Klasa C - gr.IV                    | Klasa C - gr.IV                    | Klasa C - gr.IV                    | Klasa C - gr.IV                    | Klasa C - gr.IV                    | Klasa C - gr.IV                    | Klasa C - gr.IV                    | Klasa C - gr.IV                    | Klasa C - gr.IV                    | Klasa C - gr.V                     | Klasa C - gr.V                     | Klasa C - gr.V                     | Klasa C - gr.V                     | Klasa C - gr.V                     | Klasa C - gr.V                     | Klasa C - gr.V                     | Klasa C - gr.V                     | Klasa C - gr.V                     | Klasa C - gr.V                     | Klasa C - gr.V                     | Klasa C - gr.V                     |

Reforma rozgrywek po sezonie, likwidacja III ligi i utworzenie Klasy Okręgowej jako najwyższego poziomu rozgrywek regionalnych.

## Klasa A - IV poziom rozgrywkowy
| Poz. | Drużyna                  | M  | Z  | R | P  | Bramki | Punkty |
| ---- | ------------------------ | -- | -- | - | -- | ------ | ------ |
| 1    | Puszcza Hajnówka         | 21 | 16 | 3 | 2  | 84-34  | 35     |
| 2    | Tur Bielsk Podlaski (b)  | 21 | 13 | 5 | 3  | 70-27  | 31     |
| 3    | Sokół Sokółka            | 21 | 14 | 3 | 4  | 68-33  | 31     |
| 4    | Pogoń Łapy               | 21 | 10 | 5 | 6  | 53-31  | 25     |
| 5    | Wigry Suwałki            | 21 | 12 | 1 | 8  | 60-40  | 25     |
| 6    | Ognisko Białystok        | 21 | 10 | 3 | 8  | 56-43  | 23     |
| 7    | Warmia Grajewo           | 21 | 8  | 2 | 11 | 54-75  | 18     |
| 8    | Supraślanka Supraśl      | 21 | 6  | 5 | 10 | 50-59  | 17     |
| 9    | ZKS Zambrów              | 21 | 6  | 1 | 14 | 37-60  | 13     |
| 10   | Włókniarz Białystok (b)* | 21 | 6  | 0 | 15 | 25-91  | 12     |
| 11   | Mazur II Ełk             | 21 | 4  | 1 | 16 | 22-60  | 9      |
| 12   | Iskra Sejny (b)*         | 11 |    | 1 | 10 | 8-40   | 1      |

- Włókniarz Białystok przed sezonem połączył się z Pogonią Wasilków i zajął jej miejsce w klasie A.
- Iskra Sejny została wycofana po I rundzie za oddanie 3 meczów walkowerem. Do tabeli wliczono wyniki z I rundy, w II rundzie nie przyznawano walkowerów.
- Mecz Wigry : Warmia II zweryfikowano na obustronny walkower.

Baraże o Klasę Okręgową
- Gwardia Białystok : Warmia Grajewo 4:0, Warmia : Gwardia 0:5

## Klasa B - V poziom rozgrywkowy
Grupa I
| Poz. | Drużyna                  | M  | Z | R | P | Bramki | Punkty |
| ---- | ------------------------ | -- | - | - | - | ------ | ------ |
| 1    | Gwardia II Białystok     | 14 |   |   |   |        | 22     |
| 2    | Jagiellonia Białystok    | 14 |   |   |   |        | 19     |
| 3    | Polonia Białystok        | 14 |   |   |   |        | 16     |
| 4    | Ognisko II Białystok     | 14 |   |   |   |        | 15     |
| 5    | Skra Czarna Wieś         | 14 |   |   |   |        | 13     |
| 6    | Polonia Starosielce      | 14 |   |   |   |        | 8      |
| 7    | Sokół II Sokółka         | 14 |   |   |   |        | 5      |
| 8    | LZS Turośń Kościelna (b) | 14 |   |   |   |        | 0      |

- LZS Turośń Kościelna wycofała się z rozgrywek po I rundzie, w II rundzie przyznawano walkowery. W następnym sezonie LZS Turośń ponownie wystąpi w B klasie.
- Zmiana nazwy LZS TOR na Polonia Białystok.

Grupa II
| Poz. | Drużyna                  | M  | Z | R | P | Bramki | Punkty |
| ---- | ------------------------ | -- | - | - | - | ------ | ------ |
| 1    | Pogoń II Łapy            | 14 |   |   |   |        | 22     |
| 2    | WKS Nurzec               | 14 |   |   |   |        | 21     |
| 3    | Puszcza II Hajnówka      | 14 |   |   |   |        | 18     |
| 4    | Cresovia Siemiatycze     | 14 |   |   |   |        | 16     |
| 5    | WKS Hajnówka (s)         | 14 |   |   |   |        | 10     |
| 6    | ZKS II Zambrów           | 14 |   |   |   |        | 6      |
| 7    | Ruch Wysokie Mazowieckie | 14 |   |   |   | 20-38  | 4      |
| 8    | Orzeł Kleszczele         | 14 |   |   |   |        | 1      |

- Orzeł Kleszczele wycofał się z rozgrywek po I rundzie, w II rundzie przyznawano walkowery.
- Zmiana nazwy KS na WKS Nurzec (Wojskowy Klub Sportowy).
- Po sezonie rezerwy ZKS Zambrów wycofały się z rozgrywek.

Grupa III
| Poz. | Drużyna             | M  | Z | R | P | Bramki | Punkty |
| ---- | ------------------- | -- | - | - | - | ------ | ------ |
| 1    | Gwardia Grajewo     | 16 |   |   |   |        | 24     |
| 2    | Czarni Olecko       | 16 |   |   |   |        | 22     |
| 3    | Wissa Szczuczyn (s) | 16 |   |   |   |        | 19     |
| 4    | ŁKS II Łomża        | 16 |   |   |   |        | 17     |
| 5    | Pomorzan Prostki    | 16 |   |   |   |        | 16     |
| 6    | Orzeł Kolno (b)     | 16 |   |   |   |        | 13     |
| 7    | Cresovia Gołdap     | 16 |   |   |   |        | 10     |
| 8    | Znicz Szyba         | 16 |   |   |   |        | 7      |
| 9    | LZS Mrozy (b)       | 16 |   |   |   |        | 7      |

- LZS Mrozy wycofał się z rozgrywek po I rundzie, w II rundzie przyznawano walkowery.
- Po sezonie z rozgrywek wycofały się rezerwy ŁKS Łomża.
- Zmiana nazwy LZS na Znicz Szyba.

## Klasa C - VI poziom rozgrywkowy
Grupa I
| Poz. | Drużyna                    | M | Z | R | P | Bramki | Punkty |
| ---- | -------------------------- | - | - | - | - | ------ | ------ |
| 1    | Supraślanka II Supraśl (b) | 8 | 7 | 0 | 1 | 37-10  | 14     |
| 2    | Cresovia Białystok         | 8 | 6 | 1 | 1 | 31-9   | 13     |
| 3    | Skra II Czarna Wieś        | 8 | 2 | 1 | 5 | 15-24  | 5      |
| 4    | Włókniarz II Białystok     | 8 | 1 | 1 | 6 | 20-30  | 3      |
| 5    | LZS Ogrodniczki (b)        | 8 | 0 | 1 | 7 | 8-38   | 1      |

Grupa II

Brak tabeli.
Grupa III

Brak tabeli.
Grupa IV

Brak tabeli.
Grupa V

Brak tabeli.

## Puchar Polski - rozgrywki okręgowe
Rozgrywki nie były przeprowadzone.